# John Leigh Philips
Pour les articles homonymes, voir Philips.
John Leigh Philips, né en 1761 et mort en 1814, est un fabricant de Manchester en Angleterre, mécène à l'origine de la création du Manchester Museum.

## Biographie

### Jeunesse
Il est le fils de John Philips (1734-1824), le fondateur de l'entreprise de filature de coton Philips & Lee,. La famille a d'importantes relations communautaires et juridiques ; outre son entreprise de coton, John Philips exerce des fonctions publiques en tant que lieutenant adjoint pour le Cheshire, juge de paix pour le Lancashire et le Cheshire, et président des magistrats à Stockport. Ils sont également apparentés aux fondateurs des fabricants de textiles J. & N. Philips, qui exploitent des entreprises dans la région de Manchester - John Philips (1724-1803), Nathaniel Philips (1726-1808) et Thomas Philips (1728-1811).
John Leigh Philips s'engage lui-même dans l'industrie textile,. Pendant un certain temps, il travaille avec son frère Francis, qui lui survit et qui meurt en 1850.
Jeune homme, John Leigh Philips fréquente le Roscoe circle à Liverpool, le groupe intellectuel autour de William Roscoe, et y rencontre William Paulet Carey (en), James Currie et Daniel Daulby.

### Service militaire
À la fin de l'année 1803, John Leigh Philips se voit confier le commandement du premier régiment du Manchester and Salford Corps, une milice de volontaires qui fait partie de la Home Guard britannique pendant les guerres de la Révolution française. Son frère Francis est nommé à un poste subalterne dans le même corps, aux côtés de trois de ses cousins.
Le statut social élevé de la famille Philips encourage John Leigh Philips à se considérer comme le chef naturel de l'establishment militaire de Manchester. Il s'offusque donc lorsqu'un autre commandant de milice, Joseph Hanson des Salford and Stockport Independent Rifles, s'autoproclame « Lieutenant Colonel Commandant » avec autorité sur tous les corps de volontaires locaux. Hanson s'appuie sur le fait que son corps est plus ancien et plus important que les autres dans le district, et qu'il a été formé après avoir reçu des lettres d'encouragement du comte de Derby, en sa qualité de Lord Lieutenant du Lancashire, et du secrétaire d'État britannique, Lord Hawkesbury. Philips rejette ces arguments et met publiquement en doute la loyauté de Hanson envers la Couronne.
Lorsque Hanson refuse de céder, Philips, furieux, le provoque en duel et les deux hommes se rencontrent à Kersal Moor le 28 juillet 1804,. Au moment où ils s'apprêtent à tirer, le duel est interrompu par des gendarmes de Manchester. John Leigh Philips et Hanson sont arrêtés, mais relâchés après avoir reçu un avertissement de ne pas troubler l'ordre public.
Sans se décourager, John Leigh Philips entame une longue correspondance avec le comte de Derby et Lord Hawkesbury, cherchant à faire trancher le litige en sa faveur. Derby répond d'abord, soutenant la demande de Hanson mais refusant de s'impliquer davantage. Après un certain délai, Hawkesbury répond à son tour, mais en des termes plus directs. Le droit de Hanson au titre de lieutenant-colonel commandant est confirmé et Philips est réprimandé pour avoir « contesté l'autorité en vertu de laquelle les règlements [de la milice] ont été établis ».
John Leigh Philips démissionne immédiatement de la milice, tout comme les 53 officiers de son régiment. Sans chef, le régiment lui-même s'effondre et ses hommes sont incorporés dans d'autres compagnies.

### Famille et ami
John Leigh Philips épouse Caroline Renny avec qui il a cinq enfants. Le plus jeune est Nathaniel George Philips.
John Leigh Philips est un bon ami de Joseph Wright de Derby.

### Fin de vie
Précurseur de l'éclairage au gaz, il l'introduit dans l'entreprise familiale en 1805.

## Postérité
John Leigh Philips a acheté des illustrations d'histoire naturelle réalisées par John Abbot et d'autres illustrateurs.[réf. nécessaire] Il a collecté des fonds dans un certain nombre de domaines différents.
Après la mort de John Leigh Philips, ses collections de livres et d'œuvres d'art ont été vendues. Son « cabinet d'insectes », composé de trois vitrines, a également été mis en vente. Il a été acheté par Thomas Henry Robinson, avec la collection d'histoire naturelle, pour plus de 5 000 livres sterling,,. Il a été acquis par un groupe qui, en 1821, a créé la Manchester Natural History Society (plus précisément la "Manchester Society for the Promotion of Natural History"). Une réunion fut convoquée le 30 juin 1821, dans le but précis de préserver les collections entomologiques et ornithologiques de Philips : outre Robinson, Edward Holme (en) et d'autres membres de la Manchester Literary and Philosophical Society y assistèrent. Trente membres s'y joignent. Un nouveau bâtiment pour la collection a été inauguré en 1835. Ce musée est devenu par la suite le Manchester Museum,.